# HD 23472
HD 23472 é uma estrela na constelação de Reticulum. Tem uma magnitude aparente visual de 9,72, sendo invisível a olho nu. Com base em medições de paralaxe pela sonda Gaia, está localizada a uma distância de 127,5 anos-luz (39,1 parsecs) da Terra.
HD 23472 é uma estrela anã laranja com um tipo espectral de K3.5V. Possui um sistema planetário de cinco planetas, descobertos com o método de trânsito pela sonda TESS.

## Estrela
Esta é uma estrela de classe K da sequência principal com um tipo espectral de K3.5V, o que significa que é uma estrela ordinária que produz energia pela fusão de hidrogênio em seu núcleo. Tem uma massa de 67% da massa solar e um raio de 71% do raio solar. Sua atmosfera externa está irradiando energia com 24% da luminosidade solar a uma temperatura efetiva de 4 680 K, dando à estrela uma coloração alaranjada típica de estrelas de classe K. Possui uma baixa metalicidade, com uma abundância de ferro equivalente a 63% da abundância solar. Seu conteúdo de silício e magnésio é similar ao de ferro, o que é considerado anormal, já que estrelas pobres em metais geralmente têm proporções de silício e magnésio maiores que a de ferro.
HD 23472 é uma estrela cromosfericamente inativa, com um índice de atividade log R′HK igual a −5,00. Apesar do baixo nível de atividade, sua velocidade radial e outros indicadores de atividade apresentam variações com um período de aproximadamente 40 dias, o qual corresponde ao período de rotação da estrela. Sua curva de luz obtida pela sonda TESS não apresenta variações associadas a rotação ou atividade estelar. A baixa atividade e rotação lenta indicam que HD 23472 é uma estrela relativamente velha, com uma idade de mais de 4,5 bilhões de anos.
A sonda Gaia encontrou uma estrela a 9,5 segundos de arco de HD 23472 com aproximadamente o mesmo paralaxe e movimento próprio que HD 23472, indicando que pode ser uma companheira física. Ela tem uma magnitude aparente de 15,8 (banda G), um raio de 16% do raio solar e uma temperatura efetiva de 2 980 K.

## Sistema planetário
Em janeiro de 2019, foi publicada a descoberta de dois planetas extrassolares orbitando HD 23472, com períodos de 17,7 e 29,8 dias, detectados pelo método de trânsito a partir de dados dos dois primeiros meses de observação da sonda TESS. Sua existência foi confirmada com dados antigos de velocidade radial do espectrógrafo HARPS, os quais permitiram estimar uma massa preliminar para os planetas. Em maio de 2019, com dados de mais dois setores de observação, a equipe da sonda TESS anunciou a detecção de mais dois candidatos a planeta, com períodos de 12,2 e 4,0 dias. Em outubro de 2021, um quinto candidato a planeta foi anunciado, com período de 7,9 dias. Um estudo de 2021, utilizando dados de velocidade radial do Planet Finder Spectrograph no Telescópio Magellan II Clay, determinou massas mais precisas para os dois planetas originais, e impôs um limite na massa do candidato de 12,2 dias. Um estudo de 2022 utlizou o espectrógrafo ESPRESSO, no Very Large Telescope, para detectar o sinal na velocidade radial de todos os cinco planetas do sistema, confirmando sua existência, embora as massas calculadas para os três planetas mais internos tenham uma precisão muito baixa ainda.
Os dois planetas mais próximos da estrela, HD 23472 d e HD 23472 e, têm períodos orbitais de 3,98 e 7,91 dias e semieixos maiores de 0,043 e 0,068 UA. Eles são menores que a Terra, com raios de 0,75 e 0,82 raios terrestres (R⊕), determinados de forma relativamente precisa a partir da diminuição no brilho da estrela durante seus trânsitos. Suas massas foram medidas pelo método da velocidade radial em 0,55 e 0,72 massas terrestres (M⊕), embora com incerteza considerável de 37% e 38% respectivamente. Com esses valores, calcula-se uma alta densidade de 7,5 g/cm³ (com uma incerteza de 36%) para ambos os planetas, sugerindo que eles possuem uma alta fração de ferro na sua composição, similar ao planeta Mercúrio, embora a alta incerteza signifique que uma composição mais típica de planetas terrestres não possa ser excluída. Sua alta massa e densidade, se confirmada, os coloca em uma categoria de planetas conhecidos como "super-Mercúrios", que são planetas com composição análoga à de Mercúrio, mas com massa maior. A origem dos super-Mercúrios é incerta, e pode estar relacionada a algum processo que modificou a composição do disco protoplanetário em que esses planetas formaram, ou a eventos destrutivos que removeram material do manto.
O terceiro planeta do sistema, HD 23472 f, orbita a estrela a uma distância de 0,091 UA e completa uma órbita a cada 12,16 dias. Tem um raio de 1,14 R⊕ e uma massa de aproximadamente 0,77 M⊕, mas com uma incerteza muito alta de 55%. A densidade resultante de 3,0 g/cm³ sugere uma composição com uma quantidade significativa de água e possivelmente um pouco de gás, mas com a alta incerteza não é possível excluir uma composição mais rochosa.
Os dois planetas mais externos, HD 23472 b e HD 23472 c (os dois primeiros descobertos no sistema), são os maiores planetas conhecidos no sistema e têm as menores incertezas em seus parâmetros. Eles são super-Terras com massas de 8,3 e 3,4 M⊕ e raios de 2,0 e 1,9 R⊕, correspondendo a densidades de 6,2 e 3,1 g/cm³. Assim como o planeta f, suas composições devem incluir quantidades significativas de água e gás, com o planeta c tendo a maior quantidade de água e gás. HD 23472 b está a uma distância de 0,116 UA da estrela, completando uma órbita em 17,67 dias, enquanto HD 23472 c está a 0,165 UA e tem um período de 29,80 dias.
Os planetas do sistema estão próximos de uma cadeia de ressonâncias orbitais, com razões de períodos próximas de 2:1, 3:2, 3:2 e 5:3 para cada par sucessivo de planetas. Isso pode indicar que eles estavam em ressonância na época de sua formação, mas acabaram perdendo a cadeia por algum motivo. Atualmente o único par de planetas que pode estar em um verdadeiro estado ressonante é o par mais externo (b/c), em uma ressonância 5:3.
| Planeta | Massa              | Raio                  | Densidade (g/cm3) | Irradiação (S⊕) | Semieixo maior (UA)      | Período orbital (dias)       | Excentricidade     | Inclinação          |
| ------- | ------------------ | --------------------- | ----------------- | --------------- | ------------------------ | ---------------------------- | ------------------ | ------------------- |
| d       | 0,55+0,21 −0,20 M⊕ | 0,750+0,067 −0,057 R⊕ | 7,5+3,9 −3,1      | 117+13 −11      | 0,04298+0,00063 −0,00065 | 3,97664+0,000030 −0,000044   | 0,070+0,050 −0,047 | 87,95+1,2 −0,87°    |
| e       | 0,72+0,28 −0,27 M⊕ | 0,818+0,080 −0,065 R⊕ | 7,5+3,9 −3,0      | 46,7+5,1 −4,6   | 0,0680 ± 0,0010          | 7,90754 ± 0,00011            | 0,070+0,052 −0,047 | 88,63+0,80 −0,56    |
| f       | 0,77+0,44 −0,40 M⊕ | 1,137+0,084 −0,077 R⊕ | 3,0+2,0 −1,6      | 26,3+2,9 −2,6   | 0,0906 ± 0,0014          | 12,1621839+0,00012 −0,000099 | 0,070+0,048 −0,051 | 88,81+0,58 −0,32    |
| b       | 8,32+0,78 −0,79 M⊕ | 2,00+0,11 −0,10 R⊕    | 6,15+1,2 −1,0     | 16,0+1,8 −1,6   | 0,1162 ± 0,0018          | 17,667087 ± 0,000042         | 0,072+0,039 −0,040 | 88,93 ± 0,16        |
| c       | 3,41+0,88 −0,81 M⊕ | 1,87+0,12 −0,11 R⊕    | 3,1+1,0 −0,84     | 7,96+0,87 −0,78 | 0,1646 ± 0,0024          | 29,79749+0,00013 −0,00014    | 0,063+0,054 −0,043 | 89,095+0,089 −0,073 |